# Val Roseg
Le val Roseg est une vallée situé en Suisse dans le canton des Grisons, en Haute-Engadine. La rivière Ova da Roseg suit la vallée jusqu'à sa fin.